# 馬里亞尼夫卡 (希里亞葉韋區)
47°26′39″N 30°8′57″E / 47.44417°N 30.14917°E
馬爾亞尼夫卡（烏克蘭語：Мар'янівка）是位於烏克蘭西南部的村莊，由敖德萨州贝雷济夫卡区的希里亞耶韋市鎮負責管轄。該村面積4.12平方公里，海拔高度62米，2001年人口1,171，人口密度每平方公里284.22人。